# 설측교정
설측교정(舌側矯正,영어: lingual orthodontics)은 치아 교정의 종류 중 하나로, 치아의 안쪽에 장치(브라켓)를 부착시키는 치아교정방법이다.
브라켓이 치아 외부가 아닌 치아 안쪽에 부착되기 때문에, 외관상으로 장치가 드러나지 않는다.

## 정의
설측교정은 치아교정방법이다. 어원을 보면, '혀의'라는 뜻의 'lingual'와 치아교정술이라는 뜻 'orthodontics'가 합쳐저 만들어진 단어이다. 발음할 때 혀가 닿는 부분에 장치가 부착된다.
따라서 설측교정이란, 치아의 설측면에 부착하여 브라켓이 보이지 않도록 하는 방법이다. 심미성이 높은 치아교정 방식으로 평가받는다.

## 역사
1970년대 후반 미국에서 크레이븐 쿠르츠(Craven Kurz), 일본에서 킨야 후지타(Kinya Fujita)가 각각 처음으로 개발하였다.
1990년대 이후로 설측교정을 발전시킨 인물로는 골만이 있으며, 인디애나치과대학에서 개최되는 설측교정 교수연수회가 있다.